# Гартман (лунный кратер)
Кратер Гартман (лат. Hartmann) —крупный молодой ударный кратер примыкающий к юго-западной части вала огромного кратера Менделеев на обратной стороне Луны. Название присвоено в честь немецкого астронома Йоханнеса Франца Хартмана (1865—1936) и утверждено Международным астрономическим союзом в 1970 г. Образование кратера относится к эратосфенскому периоду.

## Описание кратера

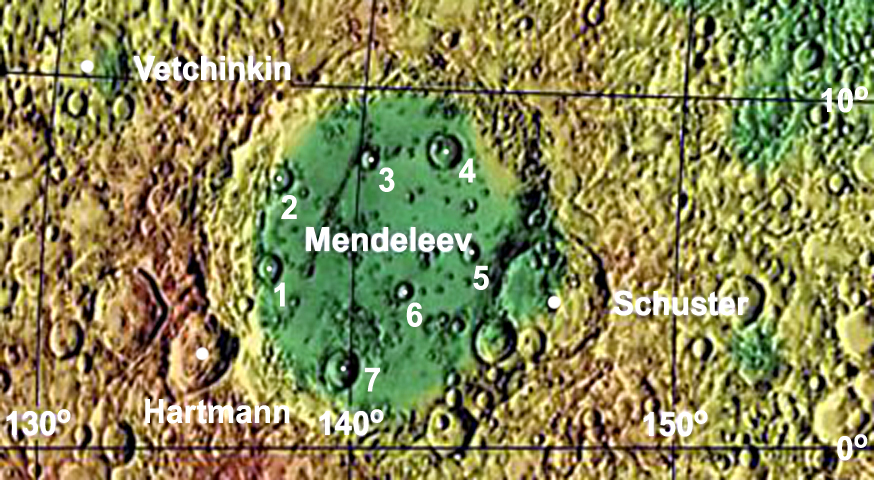
Окрестности кратера Гартман. Фрагмент карты LAC-66.

Ближайшими соседями кратера являются кратер Грин на северо-западе, кратер Муассан на северо-востоке, кратер Бенедикт на востоке-северо-востоке, кратер Глазенап на юго-востоке, а также кратер Прагер на юго-западе. На юго-западе от кратера находится цепочка кратеров Грегори, на северо-востоке цепочка кратеров Менделеева. Селенографические координаты центра кратера 2°43′ с. ш. 135°27′ в. д. / 2,71° с. ш. 135,45° в. д., диаметр 63,3 км, глубина 2,7 км.
Кратер имеет несколько эллиптичную форму и выступ в восточной части. Внутренний склон вала шире в восточной части, за счет чего центр чаши смещен к западу. Средняя высота вала кратера над окружающей местностью 1220 м, объем кратера составляет приблизительно 3200 км³. Дно чаши кратера неровное, холмистое.

## Сателлитные кратеры

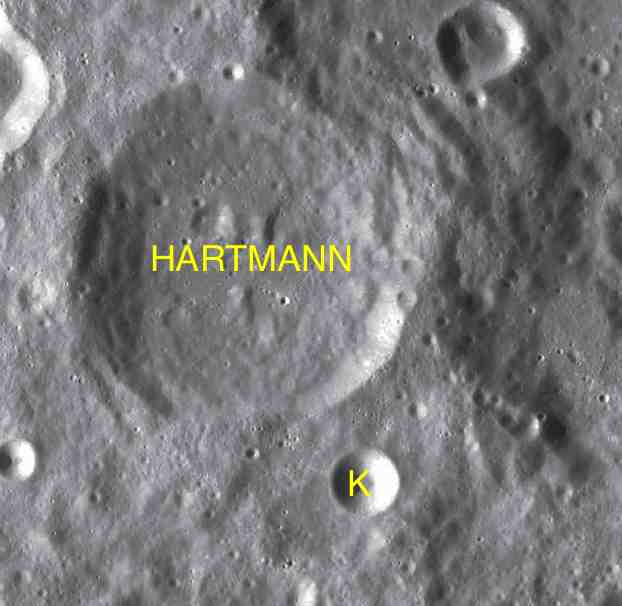
Фрагмент карты LAC-66.

| Гартман | Координаты                                            | Диаметр, км |
| ------- | ----------------------------------------------------- | ----------- |
| F       | 1°25′ с. ш. 136°07′ в. д. / 1,41° с. ш. 136,11° в. д. | 11,7        |